# 松湖镇
松湖镇，是中华人民共和国江西省南昌市新建区下辖的一个乡镇级行政单位。

## 行政区划
松湖镇下辖以下地区：
松湖街社区、璜坊村、港西村、和平村、仙亭村、港北村、黄家村、铁湖村、双垣村、湾溪村、抗援村、兰溪村、松湖村、南湾村、钱洲村、竹洲村和三埂村。